# Сент-Андеоль-ле-Шато
Сент-Андео́ль-ле-Шато́ (фр. Saint-Andéol-le-Château) — колишній муніципалітет у Франції, у регіоні Овернь-Рона-Альпи, департамент Рона. Населення — 1609 осіб (2011).
Муніципалітет був розташований на відстані близько 410 км на південний схід від Парижа, 23 км на південний захід від Ліона.

## Історія
До 2015 року муніципалітет перебував у складі регіону Рона-Альпи. Від 1 січня 2016 року належав до нового об'єднаного регіону Овернь-Рона-Альпи.
1 січня 2018 року Сент-Андеоль-ле-Шато, Сен-Жан-де-Тусла i Шассаньї було об'єднано в новий муніципалітет Боваллон.

## Демографія
Динаміка населення (INSEE ):
Розподіл населення за віком та статтю (2006):
| Стать | Всього | До 15 років | 15-24 | 25-44 | 45-64 | 65-85 | Понад 85 |
| --- | ------ | ----------- | ----- | ----- | ----- | ----- | -------- |
| Чоловіки | 772    | 138         | 126   | 170   | 245   | 89    | 4        |
| Жінки | 756    | 136         | 97    | 193   | 235   | 95    | 0        |
| \| Статево-вікова піраміда \| Статево-вікова піраміда \| Статево-вікова піраміда \| \| ----------------------- \| ----------------------- \| ----------------------- \| \| Чоловіки \| Вік \| Жінки \| \| 4 \| 85 + \| 0 \| \| 19 \| 80-84 \| 12 \| \| 0 \| 75-79 \| 16 \| \| 23 \| 70-74 \| 12 \| \| 47 \| 65-69 \| 55 \| \| 55 \| 60-64 \| 62 \| \| 70 \| 55-59 \| 55 \| \| 58 \| 50-54 \| 51 \| \| 62 \| 45-49 \| 67 \| \| 56 \| 40-44 \| 71 \| \| 58 \| 35-39 \| 47 \| \| 16 \| 30-34 \| 40 \| \| 40 \| 25-29 \| 35 \| \| 58 \| 20-24 \| 35 \| \| 68 \| 15-20 \| 62 \| \| 53 \| 10-14 \| 58 \| \| 62 \| 5-9 \| 55 \| \| 23 \| 0-4 \| 23 \| |        |             |       |       |       |       |          |
| Статево-вікова піраміда |        |             |       |       |       |       |          |
| Чоловіки | Вік    | Жінки       |       |       |       |       |          |
| 4 | 85 +   | 0           |       |       |       |       |          |
| 19 | 80-84  | 12          |       |       |       |       |          |
| 0 | 75-79  | 16          |       |       |       |       |          |
| 23 | 70-74  | 12          |       |       |       |       |          |
| 47 | 65-69  | 55          |       |       |       |       |          |
| 55 | 60-64  | 62          |       |       |       |       |          |
| 70 | 55-59  | 55          |       |       |       |       |          |
| 58 | 50-54  | 51          |       |       |       |       |          |
| 62 | 45-49  | 67          |       |       |       |       |          |
| 56 | 40-44  | 71          |       |       |       |       |          |
| 58 | 35-39  | 47          |       |       |       |       |          |
| 16 | 30-34  | 40          |       |       |       |       |          |
| 40 | 25-29  | 35          |       |       |       |       |          |
| 58 | 20-24  | 35          |       |       |       |       |          |
| 68 | 15-20  | 62          |       |       |       |       |          |
| 53 | 10-14  | 58          |       |       |       |       |          |
| 62 | 5-9    | 55          |       |       |       |       |          |
| 23 | 0-4    | 23          |       |       |       |       |          |

## Економіка
2010 року серед 1057 осіб працездатного віку (15—64 років) 777 були активними, 280 — неактивними (показник активності 73,5%, у 1999 році було 71,2%). З 777 активних мешканців працювали 743 особи (399 чоловіків та 344 жінки), безробітними було 34 (13 чоловіків та 21 жінка). Серед 280 неактивних 107 осіб було учнями чи студентами, 108 — пенсіонерами, 65 були неактивними з інших причин.

У 2010 році в муніципалітеті числилось 610 оподаткованих домогосподарств, у яких проживали 1654,0 особи, медіана доходів виносила 22 665 євро на одного особоспоживача